# Escuela de Artes y Ciencias Weissman
La Escuela de Artes y Ciencias Weissman (Weissman School of Arts and Sciences en IDIOMA INGLÉS) es una escuela del Baruch College de la Universidad Municipal de Nueva York, nombrada en honor a George Weissman, quien fue presidente de Phillip Morris, quien además junto con su esposa fueron alumnos de la escuela. La Escuela Weissman es una de las tres escuelas que conforman el Baruch College y ofrece carreras de pregrado y posgrado en varias disciplinas. Mientras la Zicklin School of Business es la escuela más grande de Baruch, Weissman ofrece la mayoría de asignaturas en el currículo obligatorio de pregrado.
El 5 de junio de 2016, Aldemaro Romero Jr. fue elegido como decano de la escuela.

## Oferta académica

### Programas de pregrado
- Ciencia actuarial
- Artes
- Biología / Pre-Médico
- Comunicación empresarial (con especializaciones en comunicación corporativa o gráfica)
- Economía (opción de énfasis en Administración de Empresas ofrecida por la Zicklin School of Business)
- Literatura inglesa
- Historia
- Periodismo
- Artes Liberales y Ciencias
- Gestión de Empresas Musicales
- Matemáticas
- Música
- Filosofía
- Ciencias Políticas
- Psicología
- Sociología
- Antropología
- Español
- Estadística

### Programas de posgrado
- Maestría en Comunicación Corporativa
- Maestría en Ingeniería Financiera
- Maestría en Consejería Clínica de Salud Mental
- Maestría en Psicología Industrial/Organizacional
- Doctorado en Psicología Industrial/Organizacional[2]